# Sony Cinealta
Sony Cinealta - kamery z serii HDCAM wykorzystująca nowe technologie filmowe produkowana przez firmę SONY obecnie produkowana pod typem HDW-F900R. W 2009 r. zaprezentowali nowy model CineAlty - SRW-9000. Są też inne serie np. XDCAM.